# اتحاد التعليم الأسترالي
اتحاد التعليم الأسترالي (AEU) هو نقابة عمالية أسترالية، تأسست في عام 1984 باسم اتحاد المعلمين الأسترالي ،   وهي مسجلة لدى هيئة العمل العادل في أستراليا كمجموعة موظفين، وهي تابعة للمجلس الأسترالي لنقابات العمال. تعد AEU ثالث أكبر نقابة عمالية في أستراليا، حيث تضم 183,910 عضوًا مسجلاً في عام 2018، وتتألف من معلمين يعملون في المدارس العامة والكليات وروضات الأطفال والهيئات المهنية في جميع ولايات وأقاليم أستراليا. يشمل الأعضاء المعلمين والموظفين التربويين المتحالفين ومديري المدارس والإداريين بشكل أساسي في المدارس الحكومية وأنظمة TAFE. تتم تغطية المعلمين الذين يعملون في نظام المدارس الخاصة من قبل اتحاد التعليم المستقل في أستراليا (IEU). في بعض الولايات، تشارك AEU تغطية بعض الأعضاء مع الاتحاد الوطني للتعليم العالي والاتحاد المجتمعي والقطاع العام و LHMU . من خلال اتحاد الاتحادات التعليمية، تعمل AEU عن كثب مع الاتحادين الفيدراليين الآخرين اللذين يغطيان المعلمين في المدارس والجامعات غير الحكومية. AEU أيضًا تابعة دوليًا لـ Education International ، والتي تدعي AEU أنها «أكبر منظمة غير حكومية في العالم».

## منظمة وطنية
يرى المكتب الفيدرالي أن نشاطه الأساسي هو «الحفاظ على الحماية الصناعية الشاملة والتمثيل من خلال الجوائز والاتفاقيات الصناعية في جميع المحاكم الصناعية في أستراليا. ويشمل ذلك البحث الصناعي والتفاوض والدعوة حول مجموعة واسعة من الأمور بما في ذلك الرواتب وظروف التعليم والتعلم.»

## التاريخ
في القرن التاسع عشر، أنشأت الحكومات الاستعمارية، التي ستشكل فيما بعد كومنولث أستراليا كولايات، مجموعة متنوعة من المدارس الحكومية. تم طلب هذه المدارس من قبل النقابة العمالية والحركة العمالية الأسترالية، من أجل التعليم المجاني للطبقة العاملة، واستخدمت أيضًا كوسيلة للتحكم في التعليم ووقت الفراغ لأطفال الطبقة العاملة الأسترالية. كانت أنظمة المدارس طبقية للغاية، حيث يستقبل معظم الأطفال الصغار أو التعليم الابتدائي فقط. كان اختيار المدرسة الثانوية الفنية أو الأكاديمية ذا قدرة تنافسية عالية، ومنحازًا لأبناء الفلاحين والصناعيين وأصحاب الأعمال والمهنيين. كان المعلمون من الموظفين الحكوميين ذوي الأجور المتدنية ويتحكمون في سلسلة من القواعد الأخلاقية التي تقيد سلوكهم المهني والشخصي والجنسي. تم تعليم المعلمين في المقام الأول في الكليات التقنية، بتمويل كامل من الحكومات، وتعيينهم للعمل في المناطق الريفية أو النائية لفترة طويلة. كانت المباني والمواد التعليمية سيئة السمعة، وغالبًا ما أسفرت عن إصابات للمعلمين أو الأطفال. كان المعلمون المتعلمون بالجامعة نادرة، ويميلون إلى الذهاب إلى نظام المدارس الخاصة.
تم تقسيم نظام المدارس الخاصة نفسها بين مجموعتين رئيسيتين: نظام المدارس البريطانية للنخبة، ونظام الكنيسة الكاثوليكية التي تعاني من نقص شديد في التمويل. يتقاسم نظام التعليم الكاثوليكي عادة ظروف العمل والتدريس السيئة في المدارس الحكومية.
خلال الخمسينيات أصبح المعلمون في نظام المدارس الحكومية أكثر نقابية وأفضل تنظيماً. حصل هؤلاء النساء والرجال على تعليم جامعي مجاني بشرط أن يدرسوا في نظام المدارس الحكومية، أو تلقوا تدريبات جامعية نتيجة لوضعهم كمحاربين سابقين في الحرب العالمية الثانية واختاروا التدريس. قام هؤلاء المعلمون وأولئك الذين يتابعونهم بحملات لزيادة رواتب المعلمين، ولتغيير هيكل التعليم الأسترالي، وتحسين المناهج الدراسية.
حقق هذا التشدد ذروته في سبعينيات القرن الماضي عندما فاز المعلمون بمرتبات مكافئة لمرشحي برلمان الولاية، وهي مبادرة ضخمة ونظامية لبناء التحسينات، وإصلاح المنهاج الشامل.
تأسس اتحاد المعلمين الأسترالي في عام 1984، وبعد سلسلة من عمليات الدمج النقابية مع اتحاد المعلمين ACT ، واتحاد المعلمين في الإقليم الشمالي، ومعهد المعلمين في جنوب أستراليا واتحاد المعلمين الأسترالي، غيرت اسمها إلى التعليم الأسترالي الاتحاد في عام 1993.   

## تعليم السكان الأصليين
تتمتع AEU بمركز معين للشعوب الأصلية في منصبها التنفيذي الفيدرالي، ومسوؤلية مراقبة للسكان الأصليين في AEU TAFE Executive ، وتدير ندوة سنوية حول تعليم السكان الأصليين وسكان جزر مضيق توريس.
في عام 2010، قدمت AEU طلبًا  (بتفويض من Angelo Gavrielatos ، الرئيس الاتحادي AEU) لمشروع الحكومة الأسترالية لخطة عمل التعليم 2010-2014. تضمن تقديم 40 توصية بشأن تحسين تعليم السكان الأصليين، وذكر: «إن الإطار الزمني الواقعي الذي يجب اعتباره لتحقيق نتائج للسكان الأصليين هو المساواة مع بقية المجتمع والتركيز على النتائج التي ينبغي أن يصل لها الأطفال. في 20 إلى 25 سنة من اليوم».